# Diploderma grahami
Diploderma grahami — вид ігуаноподібних ящірок родини агамових (Agamidae). Ендемік Китаю

## Поширення і екологія
Diploderma grahami відомі за типовим зразком, зібраним в околицях міста Їбінь на півдні провінції Сичуань. Ймовірно, вони живуть у вічнозелених лісах.